# Virginia Thrasher
Virginia 'Ginny' Thrasher (Springfield, Virginia, 1997. február 28. –) olimpiai bajnok amerikai sportlövőnő.

## Élete
2016-ban – 19 évesen – a riói nyári játékokon, a női 10 m-es légpuskások versenyében elsőként végzett a kínai ellenfelei előtt 208 körrel, és ő volt az, aki az olimpia első aranyérmét megszerezte.